# سميثفيلد (رود آيلاند)
سميثفيلد (بالإنجليزية: Smithfield)‏ هي بلدة تقع بولاية رود آيلاند في الولايات المتحدة. تبلغ مساحتها 71.9 (كم²)، وترتفع عن سطح البحر 122 م، بلغ عدد سكانها 21430 نسمة في عام 2010 حسب إحصاء مكتب تعداد الولايات المتحدة وتصل الكثافة السكانية فيها 311 نسمة/كم2.

## أعلام
- إدي دولينج
- ديفيد ويلكينسون
- إليشا بارتليت
- جينا رايموندو
- ستيفن آرشامبو

## وصلات خارجية
- http://smithfieldri.com/
- The US50 - Cities and Towns in Rhode Island State
- Rhode Island Cities and Towns, Facts, Map, Flag, Colleges, Government, and More